# Sueurs nocturnes
 (juin 2012).
Si vous disposez d'ouvrages ou d'articles de référence ou si vous connaissez des sites web de qualité traitant du thème abordé ici, merci de compléter l'article en donnant les références utiles à sa vérifiabilité et en les liant à la section « Notes et références ».
Les sueurs nocturnes se caractérisent par une transpiration excessive nocturne, pouvant réveiller le dormeur. Elles peuvent être momentanées (liées par exemple aux fièvres de maladies infectieuses) ou chroniques. Une cause très courantes chez la femme de plus de 40 ans est le changement hormonal de la ménopause.
Les sueurs nocturnes peuvent être relativement bénignes, mais sont parfois le signe d'une maladie sous-jacente grave. Associé à d'autres signes cliniques généraux (fatigue inexpliquée, perte de poids, etc.) il est pertinent de consulter un médecin.

## Relativisation par le contexte
Il convient de distinguer les sueurs nocturnes simplement liées à un environnement de sommeil trop chaud (climat, chauffage trop important, trop de couvertures sur le lit...) de sueurs ayant des causes médicales, infectieuses notamment, associées à des "bouffées de chaleur ou au contraire à des frissons et une sensation de froid, nécessitant la consultation d'un médecin.
Elles sont jugées significatives quand elles obligent le patient à se lever pour changer de draps la nuit, sans causes naturelles (climat, etc.).

## Exemples de maladies ou situation associés à des sueurs nocturnes
Les sueurs nocturnes chroniques sont retrouvées dans de nombreuses maladies ou circonstances : 
- Cancers
  - Lymphome[3],[4]
  - Leucémie[3],[4]
- Nombreuses maladies infectieuses
  - HIV/SIDA[3],[5]
  - Tuberculose[3],[4]
  - Infections intracellulaires par des Mycobactéries atypiques[3]
  - Mononucléose infectieuse[3]
  - infection fongique (histoplasmose, Coccidioïdomycose)[3]
  - abcès nécrotiques du poumon [3]
  - endocardite infectieuse[3]
  - Brucellose[6]
  - Pneumocystose (le plus souvent chez des immunodéprimés)
- Maladies endocriniennes
  - Ménopause[7]
  - insuffisance ovarienne prématurée[3]
  - Hyperthyroïdisme[3]
  - Diabète (cf. Hypoglycémie nocturne)[3]
  - Tumeur endocrine (phéochromocytome, tumeur carcinoïde)[3]
  - Orchiectomie[3]
- Désordres rhumatismaux
  - Artérite de Takayasu[3]
  - Maladie de Horton (= artérite giganto-cellulaire)[3]
- Autres pathologies 
  - Apnée obstructive du sommeil[3]
  - Reflux gastro-œsophagien[3]
  - Syndrome de fatigue chronique[3]
  - Fibromyalgie
  - Granulome[3]
  - Pneumonie éosinophile chronique[3]
  - Hyperplasie lymphoïde[3]
  - Sarcoïdose
  - Diabète insipide[3]
  - Angor de Prinzmetal (syndrome coronarien aigu[3]
  - Anxiété[3]
  - Grossesse[3]
- Médications ou prise de certaines drogues
  - Antipyrétiques (salicylates, Acétaminophène)[3]
  - Antihypertenseurs[3]
  - Stéroïde anabolisants (notamment Trenbolone, et Nandrolones)[3]
  - Dinitrophénol (effet secondaire commun)
  - Phénothiazines[3]
  - Contexte de sevrage (toxicologie) : éthanol, benzodiazépines, héroine (et autres opiacés)
- Dormir avec trop de couvertures[3]
- Système nerveux autonome hyperactif[3]
- IBD (Maladie inflammatoire chronique de l'intestin) - Maladie de Crohn/colite ulcérante